# Agrippa termája
Agrippa termája (latinul Thermae Agrippae) az ókori Rómában, a IX. Circus Flaminius regióban álló fürdő volt. Agrippa Kr. e. 27-ben építtette; ez volt az első olyan nagy nyilvános fürdőintézet, mint amilyenekkel a császárkor később minden római városrészt felszerelt; hozzá tartozott még egy díszkert, a Horti Agrippae. Ezzel volt szomszédos a Bonus Eventus templomát körülvevő Porticus Boni Eventus. A Thermae Agrippae északi feléhez csatlakozott Neptun bazilikája, ahhoz pedig a Pantheon.
Egyes maradványai a mai Via dell' Arco della Ciambella utcában láthatók.